# شبير أخطر
شبير أخطر كان فيلسوفًا وشاعرًا وباحثًا وكاتبًا وباحثًا متعدد اللغات مسلمًا بريطانيًا. كان عضوًا في كلية اللاهوت والأديان في جامعة أكسفورد. شملت اهتماماته الإسلام السياسي، وتفسير القرآن الكريم، وإحياء الخطاب الفلسفي في الإسلام، والإسلاموفوبيا، والتطرف، والإرهاب، والعلاقات المسيحية الإسلامية، فضلًا عن القراءات الإسلامية للعهد الجديد. كان شبير أخطر أيضًا من مدرسة سورين كيركجارد. ظهرت مقالات أخطر في المجلات الأكاديمية وفي الصحافة البريطانية. وقد تُرجمت العديد من كتبه إلى اللغات الإسلامية الرئيسة. وهو ذو توجه تحرري من الدين.

## الحياة المبكرة والتعليم
ولد شبير أختر في باكستان، ونشأ في برادفورد في المملكة المتحدة. بعد دراسة الفلسفة (درجة البكالوريوس والماجستير) في جامعة كامبريدج، حصل شبير أختر على درجة الدكتوراه في فلسفة الدين من جامعة كالغاري، ألبرتا، كندا (1984)، وكانت أطروحته "الدين في عصر العقل: الإيمان وردة الإنسانية".[بحاجة لمصدر]